# Grote diksnavelmees
De grote diksnavelmees (Paradoxornis aemodius synoniem: Conostoma aemodium) is een zangvogel uit de familie Paradoxornithidae (diksnavelmezen). De soort werd in 1841 door de Britse natuuronderzoeker Brian Houghton Hodgson geldig beschreven.

## Kenmerken
De vogel is 27 tot 28 cm lang en overwegend grijsbruin van kleur. De dikke snavel is oranjegeel en rond het oog is een klein donker masker.

## Verspreiding en leefgebied
Deze soort komt voor van de Himalaya en noordoostelijk Myanmar tot centraal China. De leefgebieden liggen in tropisch en subtropisch natuurlijk bos en struikgewas in berggebieden tussen de 1400 en 3700 meter boven zeeniveau. Het is geen bedreigde soort.